# NASCAR Grand National de 1955
A Temporada da NASCAR Grand National de 1955 foi a sétima edição da Nascar, com 45 etapas disputadas o campeão foi Tim Flock.

## Calendário
| '  | Data   | Corrida           | Circuito                         | Campeão         | Segundo         | Terceiro       |
| 1  | 7-nov  | Race 1            | Tri-City Speedway                | Lee Petty       | Buck Baker      | Herb Thomas    |
| 2  | 6-feb  | Race 2            | Palm Beach Speedway              | Herb Thomas     | Jack Choquette  | Buck Baker     |
| 3  | 13-feb | Race 3            | Speedway Park                    | Lee Petty       | Dick Rathmann   | Herb Thomas    |
| 4  | 27-feb | Race 4            | Daytona Beach & Road Course      | Tim Flock       | Lee Petty       | Ray Duhigg     |
| 5  | 6-mrt  | Race 5            | Oglethorpe Speedway              | Lee Petty       | Don White       | Dick Rathmann  |
| 6  | 26-mrt | Race 6            | Columbia Speedway                | Fonty Flock     | Don White       | Dick Rathmann  |
| 7  | 27-mrt | Race 7            | Occoneechee Speedway             | Jim Paschal     | Buck Baker      | Don White      |
| 8  | 3-apr  | Wilkes County 160 | North Wilkesboro Speedway        | Buck Baker      | Dick Rathmann   | Curtis Turner  |
| 9  | 17-apr | Race 9            | Montgomery Speedway              | Tim Flock       | Joel Million    | Fonty Flock    |
| 10 | 24-apr | Race 10           | Langhorne Speedway               | Tim Flock       | Buck Baker      | Junior Johnson |
| 11 | 1-mei  | Race 11           | Charlotte Speedway               | Buck Baker      | Tim Flock       | Dave Terrell   |
| 12 | 7-mei  | Race 12           | Hickory Motor Speedway           | Junior Johnson  | Tim Flock       | Jim Paschal    |
| 13 | 8-mei  | Race 13           | Arizona State Fairgrounds        | Tim Flock       | Marvin Panch    | Clyde Palmer   |
| 14 | 15-mei | Race 14           | Tucson Rodeo Grounds             | Danny Letner    | Allen Adkins    | Lloyd Dane     |
| 15 | 15-mei | Race 15           | Martinsville Speedway            | Tim Flock       | Lee Petty       | Junior Johnson |
| 16 | 22-mei | Richmond 200      | Richmond International Raceway   | Tim Flock       | Fonty Flock     | Lee Petty      |
| 17 | 28-mei | Race 17           | North Carolina State Fairgrounds | Junior Johnson  | Fonty Flock     | Buck Baker     |
| 18 | 29-mei | Race 18           | Forsyth County Fairgrounds       | Lee Petty       | Jim Paschal     | Fred Dove      |
| 19 | 10-jun | Race 19           | Lincoln Speedway                 | Junior Johnson  | Tim Flock       | Buck Baker     |
| 20 | 17-jun | Race 20           | Monroe County Fairgrounds        | Tim Flock       | Fonty Flock     | Bob Welborn    |
| 21 | 18-jun | Race 21           | Fonda Speedway                   | Junior Johnson  | Tim Flock       | Lee Petty      |
| 22 | 19-jun | Race 22           | Airborne Speedway                | Lee Petty       | Buck Baker      | Tim Flock      |
| 23 | 24-jun | Race 23           | Southern States Fairgrounds      | Tim Flock       | Buck Baker      | Gwyn Staley    |
| 24 | 6-jul  | Race 24           | Piedmont Interstate Fairgrounds  | Tim Flock       | Fonty Flock     | Lee Petty      |
| 25 | 9-jul  | Race 25           | Columbia Speedway                | Jim Paschal     | Jimmie Lewallen | Tim Flock      |
| 26 | 10-jul | Race 26           | Asheville-Weaverville Speedway   | Tim Flock       | Fonty Flock     | Jim Paschal    |
| 27 | 15-jul | Race 27           | Morristown Speedway              | Tim Flock       | Lee Petty       | Dave Terrell   |
| 28 | 29-jul | Race 28           | Altamont-Schenectady Fairgrounds | Junior Johnson  | Jim Paschal     | Lee Petty      |
| 29 | 30-jul | Race 29           | New York State Fairgrounds       | Tim Flock       | Jimmie Lewallen | Lee Petty      |
| 30 | 31-jul | Race 30           | Bay Meadows Speedway             | Tim Flock       | John Kieper     | Danny Letner   |
| 31 | 5-aug  | Race 31           | Southern States Fairgrounds      | Jim Paschal     | Gwyn Staley     | Buck Baker     |
| 32 | 7-aug  | Race 32           | Forsyth County Fairgrounds       | Lee Petty       | Jim Paschal     | Buck Baker     |
| 33 | 14-aug | Mid-South 250     | Memphis-Arkansas Speedway        | Fonty Flock     | Speedy Thompson | Tim Flock      |
| 34 | 20-aug | Race 34           | Raleigh Speedway                 | Herb Thomas     | Tim Flock       | Bob Welborn    |
| 35 | 5-sep  | Southern 500      | Darlington Raceway               | Herb Thomas     | Jim Reed        | Tim Flock      |
| 36 | 11-sep | Race 36           | Montgomery Speedway              | Tim Flock       | Herb Thomas     | Bob Welborn    |
| 37 | 18-sep | Race 37           | Langhorne Speedway               | Tim Flock       | Herb Thomas     | Fonty Flock    |
| 38 | 30-sep | Race 38           | Raleigh Speedway                 | Fonty Flock     | Herb Thomas     | Tim Flock      |
| 39 | 6-okt  | Race 39           | Greenville-Pickens Speedway      | Tim Flock       | Junior Johnson  | Bob Welborn    |
| 40 | 9-okt  | Race 40           | Memphis-Arkansas Speedway        | Speedy Thompson | Marvin Panch    | Jimmy Massey   |
| 41 | 15-okt | Race 41           | Columbia Speedway                | Tim Flock       | Buck Baker      | Herb Thomas    |
| 42 | 16-okt | Race 42           | Martinsville Speedway            | Speedy Thompson | Bob Welborn     | Jim Paschal    |
| 43 | 16-okt | Race 43           | Las Vegas Park Speedway          | Norm Nelson     | Bill Hyde       | Bill West      |
| 44 | 23-okt | Wilkes 160        | North Wilkesboro Speedway        | Buck Baker      | Lee Petty       | Gwyn Staley    |
| 45 | 30-okt | Race 45           | Occoneechee Speedway             | Tim Flock       | Curtis Turner   | Buck Baker     |

## Classificação final
| 1  | Tim Flock       | 9596 |
| 2  | Buck Baker      | 8088 |
| 3  | Lee Petty       | 7194 |
| 4  | Bob Welborn     | 5460 |
| 5  | Herb Thomas     | 5186 |
| 6  | Junior Johnson  | 4810 |
| 7  | Eddie Skinner   | 4652 |
| 8  | Jim Paschal     | 4572 |
| 9  | Jimmie Lewallen | 4526 |
| 10 | Gwyn Staley     | 4360 |